# Beautiful Day
Beautiful Day var första singeln från U2:s album All That You Can't Leave Behind från 2000. Den är en av bandets mest kända låtar på senare år och har spelats på samtliga konserter sedan 2000. Texten är skriven av Bono, musiken av U2. 
Enligt flera nyhetskällor hävdar Bono att Beautiful Day inspirerats av hans arbete med Jubilee 2000:s  Drop the Debt-kampanj som verkar för skuldavskrivning för världens fattigaste länder. 
I promotionmaterialet för låten menar Bono att Beautiful Day handlar om: En man som förlorat allt men finner glädje i det han har kvar.
Dessutom finns flera referenser till Bibelns syndaflod; kanjonerna brutna av moln (the canyons broken by cloud), efter översvämningen kom färgerna fram (after the flood all the colors came out), och fågeln med ett löv i näbben (the bird with a leaf in her mouth). Enligt Bibeln översvämmade Gud jorden för att förinta allt ont, när översvämningen var över framträdde en regnbåge (i texten som färgerna) som ett tecken på vänskapen mellan Gud och människorna, och utan ondska i världen så är jag säker på att det var en vacker dag (a beautiful day).
Låten vann tre priser vid Grammy Awards 2001.
Musikvideon till Beautiful Day spelades in på Charles de Gaulle-flygplatsen i Paris och regisserades av Jonas Åkerlund.